# Brad Garrett
Brad Garrett, pseudonimo di Brad Henry Gerstenfeld (Los Angeles, 14 aprile 1960), è un attore, comico, doppiatore e cabarettista statunitense.
È noto per aver interpretato Robert Barone in Tutti amano Raymond, interpretazione che gli è valsa cinque candidature, di cui tre vinte, ai Primetime Emmy Awards, e Eddie in Til Death - Per tutta la vita, due sit-com statunitensi. Nel 2025 partecipa al doppiaggio del film Pixar Elio.

## Vita privata
È stato sposato dal 1999 al 2007 con Jill Diven, con cui ha avuto due figli: Maxwell Bradley, nato nel 1998, e Hope Violet, nata nel 2000. Nel 2021, dopo 6 anni di fidanzamento, ha sposato IsaBeall Quella. È alto 203 cm.

## Filmografia parziale

### Attore

#### Cinema
- George B., regia di Paul Village (1997)
- Accordi e disaccordi (Sweet and Lowdown), regia di Woody Allen (1999)
- Stuart Little 2, regia di Rob Minkoff (2002)
- Missione tata (The Pacifier), regia di Adam Shankman (2005)
- Scrivimi una canzone (Music and Lyrics), regia di Marc Lawrence (2007)
- Not Fade Away, regia di David Chase (2012)
- L'incredibile Burt Wonderstone (The Incredible Burt Wonderstone), regia di Don Scardino (2013)
- Gloria Bell, regia di Sebastián Lelio (2018)
- Wildflower, regia di Matt Smukler (2022)

#### Televisione
- First Impression – serie TV (1988)
- Willy, il principe di Bel-Air (The Fresh Prince of Bel-Air) – serie TV, episodio 5x05 (1994)
- The Pursuit of Happiness – serie TV, 7 episodi (1995)
- Seinfeld – serie TV, episodio 7x20 (1996)
- Don King - Una storia tutta americana (Don King: Only in America), regia di John Herzfeld – film TV (1997)
- Gleason, regia di Howard Deutch film TV (2002)
- Tutti amano Raymond (Everybody Loves Raymond) – serie TV, 210 episodi (1996-2005)
- Til Death - Per tutta la vita (Til Death) – serie TV, 81 episodi (2006-2010)
- Detective Monk (Monk) – serie TV, episodio 7x01 (2008)
- The Crazy Ones – serie TV, 6 episodi (2013-2014)
- Fargo – serie TV, 5 episodi (2015)
- Manhattan – serie TV, episodio 2x08 (2015)
- Law & Order - Unità vittime speciali (Law & Order: Special Victims Unit) – serie TV, episodio 17x22-17x23 (2016)
- Bull – serie TV, episodio 2x04 (2017)
- I'm Dying Up Here - Chi è di scena? (I'm Dying Up Here) – serie TV, 9 episodi (2018)
- Single Parents – serie TV, 45 episodi (2018-2020)
- Penny Dreadful: City of Angels – serie TV, 3 episodi (2020)
- High Desert – serie TV, 8 episodi (2023)
- Non sono ancora morta (Not Dead Yet) – serie TV, 10 episodi (2024)

### Doppiatore

#### Cinema
- Casper, regia di Brad Silberling (1995)
- Pocahontas II - Viaggio nel nuovo mondo (Pocahontas II), regia di Mike Gabriel ed Eric Goldberg (1998)
- A Bug's Life - Megaminimondo (A Bug's Life), regia di John Lasseter (1998)
- The Country Bears - I favolorsi, regia di Peter Hastings (2002)
- Alla ricerca di Nemo (Finding Nemo), regia di Andrew Stanton (2003)
- Garfield - Il film (Garfiled: The Movie), regia di Mark Dindal (2004)
- Tarzan 2, regia di Chris Buck e Kevin Lima (2005)
- Una notte al museo (Night at the Museum), regia di Shawn Levy (2006)
- Ratatouille, regia di Brad Bird (2007)
- Underdog - Storia di un vero supereroe, regia di Frederick Du Chau (2007)
- Una notte al museo 2 - La fuga, regia di Shawn Levy (2009)
- Rapunzel - L'intreccio della torre (Tangled), regia di Nathan Greno e Byron Howard (2010)
- Planes, regia di Klay Hall (2013)
- Planes 2 - Missione antincendio, regia di Klay Hall (2014)
- Notte al museo - Il segreto del faraone, regia di Shawn Levy (2014)
- Tartarughe Ninja - Fuori dall'ombra (Teenage Mutant Ninja Turtles: Out of the Shadow), regia di Dave Green (2016)
- Alla ricerca di Dory, regia di Andrew Stanton (2016)
- Ritorno al Bosco dei 100 Acri (Christopher Robin), regia di Marc Forster (2018)
- Ralph spacca Internet (Ralph Breaks the Internet), regia di Phil Johnston e Rich Moore (2018)
- Elio, regia di Domee Shi e Madeline Sharafian (2025)

#### Serie animate
- Transformers - serie animata (1986-1987)
- I pronipoti - Il film (Jetson: The Movie) - film TV (1990)
- Where's Wally? - serie animata (1991)
- Ecco Pippo! (Goof Troop) - serie animata, 1 episodio (1992)
- 2 cani stupidi (2 Stupid Dogs) - serie animata, 25 episodi (1993-1995)
- Timon e Pumbaa (Timon and Pumbaa) - serie animata, 5 episodi (1995-1996)
- House of Mouse - Il Topoclub (House of Mouse) - serie animata, 3 episodi (2001-2002)
- Kim Possible - serie animata, 1 episodio (2002)
- Agente Speciale Oso (Special Agent Oso) - serie animata, 2 episodi (2010)
- Anfibia (Amphibia) - serie animata, 1 episodio (2021)
- WondLa - serie animata, 7 episodi (2024)

### Produttore
- Dating Brad Garrett - serie TV, episodi sconosciuti (2008)
- Til Death - Per tutta la vita ('Til Death) - serie TV, 81 episodi (2006-2010)
- I Kid with Brad Garrett - serie TV, episodi sconosciuti (2011)
- Cambio di direzione (Big Shot) - serie TV, 20 episodi (2021-2022)

### Sceneggiatore
- Cambio di direzione (Big Shot) - serie TV, 20 episodi (2021-2022)
- Just for Laughs - serie TV, episodio 2x06 (2010)

## Riconoscimenti (parziale)
- Primetime Emmy Awards
  - 2000 - Candidatura al miglior attore non protagonista in una serie televisiva per Tutti amano Raymond
  - 2002 - Miglior attore non protagonista in una serie televisiva per Tutti amano Raymond
  - 2003 - Miglior attore non protagonista in una serie televisiva per Tutti amano Raymond
  - 2003 - Candidatura al migliore attore protagonista in una miniserie o film per Gleason
  - 2004 - Candidatura al miglior attore non protagonista in una serie televisiva per Tutti amano Raymond
  - 2005 - Miglior attore non protagonista in una serie televisiva per Tutti amano Raymond

## Doppiatori italiani
Nelle versioni in italiano dei suoi lavori, Brad Garrett è stato doppiato da:
- Saverio Indrio in Til Death - Per tutta la vita, Tutti amano Raymond (edizione svizzera st. 6-9), The King of Queens, Ricomincio... dai miei, High Desert
- Massimo Corvo in Scrivimi una canzone, L'incredibile Burt Wonderstone, Single Parents
- Stefano De Sando in Gloria Bell, Penny Dreadful: City of Angels, Bull
- Alessandro Rossi in Missione Tata, Non sono ancora morta
- Pasquale Anselmo in Detective Monk, Fargo
- Sergio Di Giulio in Tutti amano Raymond (edizione italiana)
- Paolo Marchese in Gleason
- Neri Marcorè in Tutti amano Raymond (edizione svizzera st. 1-5)
- Roberto Draghetti n Law & Order - Unità vittime speciali
- Enrico Maggi ne La banda del porno
- Mario Cordova in The Crazy Ones
- Massimo Rossi in Manhattan
- Bruno Alessandro in Saturday Night

Da doppiatore è sostituito da:
- Alessandro Rossi in The Country Bears - I favolorsi, Tarzan 2, Ratatouille, Planes, Planes 2 - Missione antincendio
- Massimo Corvo in Alla ricerca di Nemo, Underdog - Storia di un vero supereroe, Alla ricerca di Dory
- Saverio Indrio in Una notte al museo, Una notte al museo 2 - La fuga
- Alessandro Ballico in Rapunzel - La serie, Anfibia
- Stefano Mondini in Notte al museo - Il segreto del faraone
- Stefano De Sando in Tartarughe Ninja - Fuori dall'ombra
- Roberto Draghetti in A Bug's Life
- Marcello Tusco in Casper
- Claudio Fattoretto in Garfield - Il film
- Giorgio Locuratolo in 2 cani stupidi
- Gianni Mantesi in Where's Wally?
- Mario Biondi in Rapunzel - L'intreccio della torre
- Paolo Buglioni in Ritorno al Bosco dei 100 Acri
- Leslie La Penna in Ralph spacca Internet
- Adriano Giannini in Elio